# Quandyq Bishimbaev
Quandyq Uälihanūly Bishimbaev (be-SHIM-ba-yev; em cazaque:  Қуандық Уәлиханұлы Бишімбаев; nascido em 11 de abril de 1980) é um ex-político cazaque que serviu como Ministro da Economia do Cazaquistão de 6 de maio de 2016 a 28 de dezembro de 2016. Em novembro de 2023, foi acusado do assassinato de sua esposa Saltanat Nükenova e um julgamento amplamente divulgado na televisão que começou em março de 2024. Ele foi condenado em maio de 2024 e sentenciado à prisão por 24 anos.

## Acusações de corrupção e prisão
Em 10 de janeiro de 2017, pelo Gabinete Nacional de Combate à Corrupção, Bishimbaev foi condenado por alegadamente receber subornos em grande escala, num grupo de pessoas por conspiração prévia, onde foi preso em 12 de janeiro.
Em 14 de março de 2018, o Tribunal Especializado Interdistrital para Casos Criminais de Astana considerou Bishimbaev culpado ao abrigo do Código Penal da República do Cazaquistão. Como resultado, foi condenado a 10 anos de prisão em uma instituição do sistema penal de segurança máxima e foi impedido de ocupar cargos de liderança no serviço público por toda a vida em qualquer organização estatal. Os bens de Bishimbaev adquiridos com fundos obtidos por meios criminosos foram confiscados.
Bishimbaev apelou ao presidente Nursultan Nazarbayev pedindo perdão, que foi concedido em fevereiro de 2019, e sua pena de prisão foi reduzida de 10 para 4 anos. Bishimbaev acabou sendo libertado antecipadamente da prisão em 11 de dezembro de 2020.

## Acusação de assassinato
Em 9 de novembro de 2023, Bishimbaev foi detido sob suspeita de assassinar sua esposa, Saltanat Nukenova, em um restaurante de Astana. Bakytzhan Bayzhanov, irmão de Bishimbayev e diretor do complexo de restaurantes "Gastro-Center", onde ocorreu o assassinato, também foi preso sob suspeita de não denunciar um crime e deixar uma pessoa em perigo.
De acordo com a Deutsche Welle, os funcionários do restaurante foram proibidos de telefonar para os serviços de emergência e foram dadas instruções para apagar as imagens do circuito fechado de televisão sob o pretexto de falha técnica. Em 22 de abril de 2024, a inspeção telefônica de Bishimbayev revelou 12 vídeos com imagens dele espancando, torturando e repreendendo Saltanat, filmados no dia de sua morte.
O julgamento com júri teve início em 27 de março de 2024 em Astana. As audiências judiciais foram particularmente notáveis por terem sido totalmente transmitidas ao vivo online na página oficial do Supremo Tribunal no YouTube. Em alguns dias, o número total de visualizações variou de várias centenas de milhares a mais de um milhão.
Em 13 de maio de 2024, Bishimbaev foi condenado a 24 anos de prisão. Seu irmão Bakytzhan Bayzhanov foi condenado a 4 anos de prisão.